# 育賢學校

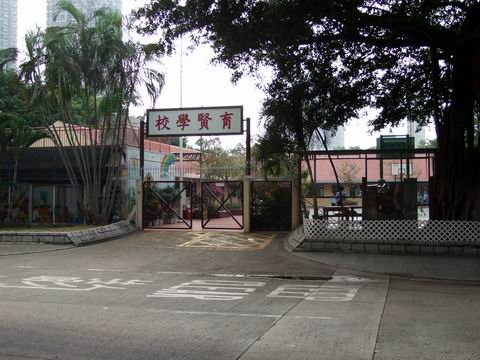
育賢學校正門

育賢學校（英語：Yuk Yin School）位於香港上水石湖墟，由陳友才太平紳士在上水區創立於1939年，是一所政府主辦，由教育統籌局直接管轄的中文小學。
學校是香港的鄉村學校之一，校舍最初設於上水菜園村西部，後來為了上水新市鎮發展而在1982年遷往同為鄉村學校，位於馬會道的東莞學校旁。遺址改建成上水廣場旁的小巴總站。
學校設有一個電腦室、57台桌上電腦、19 部手提電腦及18部掌上電腦；每個課室均設有投影機及實物投機。

## 著名校友
- 鄭伊琪：香港女藝人
- 容天佑：TVB男藝人

## 外部連結
- 學校網址
- 學校概覽資料[永久]